# 修平科技大学
修平科技大学（しゅうへいかぎだいがく、Hsiu Ping University of Since And Technology）は、台湾台中市大里区に位置する私立学院である。

## 歴史
| 年     | 月日 | 事跡                           |
| ------ | ---- | ------------------------------ |
| 1966年 | 1月  | 「樹徳家政専科学校」として開校 |
| 1979年 | -    | 「樹徳工業専科学校」と改称     |
| 1983年 | -    | 夜間部を新設                   |
| 1990年 | -    | 二専日間部を新設               |
| 1994年 | -    | 「樹徳工商専科学校」と改称     |
| 2001年 | -    | 「修平技術学院」と改称         |
| 2011年 | -    | 「修平科技大学」 と改称        |

## 組織
| |  |
| - 日間部 - 2年制 - 財務金融学科 - 情報管理学科 - 機械工学科 - 電気機械工学科 - 情報ネット技術学科 - 工業工学管理学科 - 化学工学・バオイテクノロジー学科 - - 4年制 - 情報コミュニケーション学科 - 財務金融学科 - 情報管理学科 - 応用中国語学科 - 応用日本語学科 - 応用英語学科 - 管理科学学科 - 電子工学科 - 電気機械工学科 - 機械工学科 - 国際企業経営学科 - 情報ネット技術学科 - 販売流通管理学科 - 工業工学管理学科 - 化学工学・バイオテクノロジー学科 |  |